# Kaltenengers
Kaltenengers es un municipio situado en el distrito de Mayen-Coblenza, en el estado federado de Renania-Palatinado (Alemania). Su población estimada a finales de 2016 era de 2102 habitantes.
Se encuentra ubicado al norte del estado, cerca de los ríos Mosela y Rin, y de la ciudad de Coblenza.